# Наноматеріали

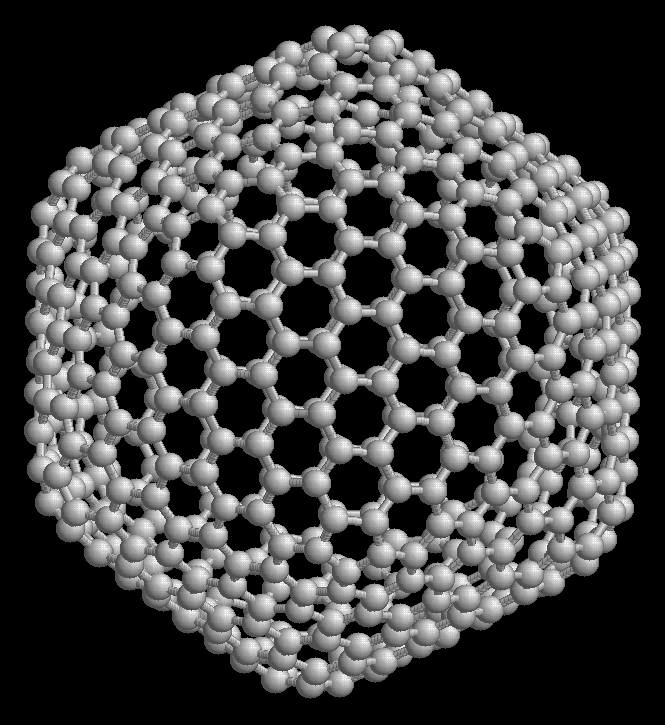
Ікосаедричний фулерен C_{540}

Наноматеріали — матеріали, створені з використанням наночасток та/або за допомогою нанотехнологій, що мають певні унікальні властивості, зумовлені присутністю цих частинок у матеріалі. 

## Загальна характеристика
До наноматеріалів відносять об'єкти, один з характерних розмірів яких лежить в інтервалі від 1 до 100 нм.
Європейська комісія рекомендувала вживати префікс «нано-» стосовно матеріалів (природного та штучного походження), які містять частинки у вільному вигляді, у вигляді груп або агломератів (коли частинки пов’язані певним стороннім матеріалом), як мінімум 50 відсотків з яких має один із лінійних розмірів у межах від 1 до 100 нанометрів. 
В конкретних випадках, коли йдеться про здоров’я, довкілля або конкурентоспроможність, частка частинок із розмірами від 1 до 100 нанометрів може бути в межах від 1 до 50 відсотків. 
Наголошується також, що фулерени, графенові пластівці та вуглецеві нанотрубки, в яких один із вимірів може бути менше нанометра (наприклад, товщина листа графена – один атом вуглецю, радіус якої дорівнює 91 пікометру), також належать до наноматеріалів. 

## Додаткова література

### Книги
- Серія книг Smart Nanomaterials Technology (Springer Nature, 2023-2024+)
- Серія книг Materials Horizons: From Nature to Nanomaterials (Springer Nature, 2018-2024+)
- Серія книг World Scientific Series in Nanoscience and Nanotechnology (World Scientific, 2010-2022+)
- Junaid Ahmad Malik, Megh R. Goyal, Mohamed Jaffer M. Sadiq (2023). Sustainable Nanomaterials for Biomedical Engineering: Impacts, Challenges, and Future Prospects. Apple Academic Press. с. 550. ISBN 9781774911990.
- Junaid Ahmad Malik, Megh R. Goyal, Mohamed Jaffer M. Sadiq (2023). Sustainable Nanomaterials for Biosystems Engineering: Trends in Renewable Energy, Environment, and Agriculture. Apple Academic Press. с. 554. ISBN 9781774912010.
- Megh R. Goyal, Shrikaant Kulkarni (2023). Advances in Green and Sustainable Nanomaterials: Applications in Energy, Biomedicine, Agriculture, and Environmental Science. Apple Academic Press. с. 402. ISBN 9781774911662.
- Zhixing Gan (2023). Advance in Photoactive Nanomaterials. Nanomaterials, MDPI. ISBN 978-3-0365-8251-1.
- Benelmekki, Maria (2019). Nanomaterials: the original product of nanotechnology. IOP concise physics. IOP Publishing. San Rafael, CA, USA: Morgan & Claypool Publishers. ISBN 978-1-64327-644-1.
- Tanaka Isao, ред. (2018). Nanoinformatics (англ.). Singapore: Springer Singapore. ISBN 978-981-10-7616-9.

### Журнали
- Nanomaterials (MDPI)
- Journal of Nanomaterials (Hindawi Publishing Corporation)
- Digest Journal of Nanomaterials and Biostructures (Virtual Company of Physics, National Institute of Material Physics, Romania)
- Nanomaterials and Nanotechnology (SAGE Publications)
- Proceedings of the Institution of Mechanical Engineers, Part N: Journal of Nanomaterials, Nanoengineering and Nanosystems (SAGE Publications)
- Nanomaterials and Energy (ICE Publishing)
- Current Nanomaterials (Bentham Science Publishers)
- Bioinspired, Biomimetic and Nanobiomaterials (ICE Publishing)